# Диалекты персидского языка
Диалекты персидского языка — идиомы, образовавшиеся из раннего новоперсидского языка и родственных ему диалектов, относящиеся к юго-западным иранским языкам. Имеются три литературные нормы: западный (иранский) фарси, дари (афганский фарси, фарси-кабули), таджикский язык (среднеазиатский фарси). По географическому признаку персидские диалекты причисляют к диалектам одного из вышеперечисленных языков (дари — Афганистан и Пакистан, таджикский — Таджикистан и Узбекистан, иранский фарси — Иран и арабские страны). К персидским диалектам относятся также хазараги, татский язык, центральноиранский язык/диалекты, аймаки.

## Этническая принадлежность носителей
Для отличения от носителей других языков, носители персидского языка называют себя «фарсиваны (персоговорящие)». Для персоязычного населения Афганистана и Таджикистана принят термин «таджики». Отдельно стоят персоговорящие народы хазарейцев и чараймаков, а также белуджское племя Дехвар. На Кавказе новоперсидские наречия представлены татским языком. Татский довольно отдален от современного персидского в силу своей долгой изоляции и архаичности, считается самостоятельным языком.
В Средневековье в персоязычных странах проживало большое число евреев, использовавших еврейско- или иудео-персидские диалекты/языки.
Персидским языком как вторым владеют жители Ирана, Афганистана и Таджикистана из числа пуштунов, курдов, азербайджанцев, белуджей, арабов и других народов. Персидский язык имеет большое значение в шиитской среде.

## Географическое распространение
Диалекты персидского языка распространены по всему центральному и северо-восточному Ирану, северному Афганистану, Таджикистану и граничащим с ним Узбекистану и Кыргызстану. Имеются персоговорящие группы в Пакистане (крупнейшая — хазарейская община города Кветта), Ираке, Азербайджане, Армении, Дагестане, ОАЭ, Бахрейне, Кувейте.

## Классификация
Помимо современных диалектов, к персидскому языку относится ранний новоперсидский язык, развившийся в классический персидский язык (язык персидской мусульманской литературы) и пазенд (язык некоторых поздних комментариев к Авесте, также его считают поздним вариантом среднеперсидского). Если отнести к персидскому языку луро-бахтиярские диалекты и диалекты Фарса, то он объединит все юго-западные иранские языки.

### Западный фарси
Диалекты западного (иранского) персидского:
- Центральные:
  - Маркази (Араки, Эраки)
  - Махаль-Хамадани
  - Малайери
  - Техрани (тегеранский, самый развитый и «общеиранский разговорный»)
  - Кетаби (Гатаби, в Мазендаране)
  - Казвини
  - Исфахани
  - Гоми (Куми)
  - Наджаф-Абади
  - Шахрезаи
  - Кашани
  - Карбалаи (в Ираке)
  - Керманшахи
  - Шехре-Курди (городской и сельский)
  - Диалект северного Фарса
- Восточные (см. «Центральноиранский язык»)
- Южные (к ним близки диалекты Фарса):
  - Бассери (сохранил много архаичных черт)[3]
  - Ширази
  - Шираз-Джахроми
  - Казеруни
  - Седехи
  - Фишвари
  - Северохузестанские (близки к лурскому, могут быть объединены с луро-бахтиярскими):
    - Бахбахани
    - Дезфули и шуштари
    - Масджед-е-Сулеймани

  - Южнохузестанские (близки к стандартному фарси):
    - Абадани (Хузестани, Южный)
    - Ахвази
    - Хоррамшехри

  - Диалекты Персидского залива (сильно отличаются от литературного языка, выделяются в ларестанскую группу):
    - Бандари (Хормозгани)
    - Бушехери (в Иране) и аджами (в Бахрейне)
    - Язык\диалект лари
    - Дашти
    - Язык\диалект кумзари
- Переходные (к дари):
  - Хорасанские:
    - Машхади
    - Шахруди
    - Дамгани
    - Нишапури
    - Бирджанди

  - Систанские
- Иранские еврейско-персидские:
  - Джиди (джуди, в Тегеране и Машхаде)
  - Гульпайгани
  - Йазди
  - Кермани
  - Исфахани
  - Хамадани
  - Ширази
  - Кашани
  - Боруджерди
  - Нахаванди
  - Хунсари

### Дари
Диалекты дари (афганского персидского) изучены слабо. К ним можно отнести:
- Группа А:
  - Кабульский городской
  - Панджшерский. Распространён к северу от Кабула в долинах Панджшер, Саланг, Гурбанд, в провинции Каписа.
  - Логарский
  - Диалект долины Лагман, провинций Нанграхар и Пактия
  - Читрали (в Пакистане)
  - Бадахшанский
  - Диалект Мазар-и-Шариф
  - Диалект провинции Катаган (ныне Баглан, Кундуз, Тахар).

Из них первые два имеют индийское влияние, четвёртый и пятый — пуштунское, последние близки к таджикскому.
- Группа B:
  - Гератский городской
  - Гератский еврейский
  - Западный гератский
  - Северный гератский
  - Диалект Бадгиса
  - Фарахский городской
  - Кандагарский городской
  - Аймакский диалект\язык (также в Иране), включащий субдиалекты[5]:
    - Чингизи
    - Фирузкохи
    - Джамшиди (Йемшиди)
    - Малики
    - Мизмаст
    - Таймани
    - Таймури (Тимури)
    - Зайналь
    - Зохри (Зури)

Аймакские имеют тюрко-монгольское влияние и стоят в одном ряду с хазараги, остальные близки к иранским диалектам Хоросана (Машхади, Шахруди).
- Группа С: диалекты Нимроза (особ. округа Канг), близкие к иранским систанским диалектам, с белуджским влиянием.
- Хазараги (и в Пакистане)
- Дехвари (диалект белуджского племени Дехвар в Пакистане)

### Таджикский
В советское время было составлено подробное описание диалектов Таджикской АССР. К ним относятся:
- Северные
  - Собственно северные: Северный Таджикистан (Худжанд, Исфара, Истаравшан, Пенджикент), Узбекистан (Самарканд, Бухара, Нурата, Сурхандарьинская, Кашкадарьинская, Наманганская области), сюда же относится диалект бухарских евреев (еврейско-таджикский диалект).
  - Центральные: Айнинский район, Матча, (верхний Зеравшан Таджикистан), Варзоб и окрестности Душанбе
  - Переходные: верхний Чирчик (Бурчмулла), североферганский, южноферганский (Узбекистан).
- Южные
  - Собственно южные: к югу и востоку от Душанбе (Хатлонская область, Раштский район), бадахшанский диалект таджикоязычных кишлаков Памира. Непосредственное продолжение южных диалектов — диалекты севера Афганистана за рекой Пяндж.
  - Юго-восточные: дарвазский диалект (Дарвазский и Ванчский районы Горно-Бадахшанской автономной области).
  - Переходные: вахиоболинский диалект.

### Татский
Отдельно стои́т татский язык\диалект в Азербайджане, Дагестане и Армении, в который входят следующие говоры:
- Горско-еврейский язык (иудейско-татский, джухури)
- Христиано-татский (армяно-татский)
- Арускушский (Даккушчуский)
- Лахиджский
- Балахани
- Девечи
- Кызыл-Казминский
- Конакендский
- Абшеронский
- Сурахани
- Северный татский
- Мальхамский
- Кубинский